# Franjevački samostan i crkva iz 14. stoljeća u Konjicu
Franjevački samostan i crkva u Konjicu bili su rimokatolički samostan i crkva koji pripadaju franjevcima. 

## Zemljopisni položaj
Nalazi se nedaleko od ušća Trešanice u Neretvu, gdje Neretva čini "koljeno". Kompleks objekata bio je u središtu današnjeg Konjica, podno brda Vrtaljice. Mjesto gdje su sagrađeni blizu mjesta gdje su danas franjevački samostan i crkva sv. Ivana Krstitelja 1895. (crkva) i samostan (1939.).

## Povijest
Samostan je podignut sredinom 14. stoljeća. 
Nakon podjele franjevačke Bosanske vikarije na vikarije Bosnu Hrvatsku i Bosnu Srebrenu 1514. godine, konjički je samostan pripao Bosni Srebrenoj. 1517. obje vikarije podignute su na razinu provincije (redodržava). Osmanlije su ga srušile 1524. godine, u valu velikog iskorjenjivanja katoličanstva i nasilne islamizacije. Iste godine srušili su i samostane u Fojnici, Konjicu, Kreševu, Sutjesci i Visokom. U istom stoljeću, kasnije, porušeni su ili zapaljeni također i samostani u Jajcu (1528.), Zvorniku (1533.), Modriči (1579.), te D. Tuzli (1580.).
Pastorizirali su među ostalim župama župu Žitače/Podhum, u području Neretvice. Nakon što je srušen ovaj samostan u vrijeme progona 1521. – 1524.  katolici te župe prešli su u pastoralnu nadležnost kreševskih franjevaca.
Kad su Osmanlije srušile ovaj samostan, dvanaestoricu fratara bacili su s Mosta u Neretvu. Ti fratri su konjički mučenici. Potom su katolici napustili današnje područje općine Konjic i odselili se u rudarsko Kreševo, Fojnicu, Zenicu te Dalmaciju. Konjička samostanska župa ostala je bez župljana te je prestala djelovati, a pastorizaciju rijetkih Hrvata katolika nastavila je samostanska župa Kreševo.